# 颶風伊塔
颶風伊塔（Hurricane Eta）是具有毁灭性的四级飓风在于2020年11月上旬在中美洲部分地区造成了严重破坏。为创纪录的28场被命名的风暴，第十三场飓风，和第六场大型飓风处于在极为活跃的2020年大西洋飓风季，伊塔起源于10月31日在加勒比海东部的强烈东风波，随着该系统开始随向西发展并迅速组织起来，这场气旋最终在11月3日成为4级飓风。其峰值强度为150英里（240公里 / h）气压达到922 mbar（hPa；27.23 inHg），这成为了有记录以来第三强的大西洋飓风在11月里，仅次于1932年的古巴飓风和飓风艾奥塔，仅仅两个星期后就形成了。在当天晚些时候该系统登陆尼加拉瓜的卡贝萨斯港附近时有所减弱。伊塔快速减弱成热带低压在中美洲徘徊了两天，这场飓风在北水面移动前随后在11月7日向古巴靠近时在加勒比海重新组织并开始二次登陆。在接下来的五天内，该系统不规律地移动，在佛罗里达礁岛群进行了第三次登陆，于11月9号，当放慢速度并在墨西哥湾南部逆时针旋转之前，风暴在古巴海岸附近前就一直处于变化时刻。在11月11日短暂恢复飓风强度后，该系统再次减弱为热带风暴，然后在第二天在佛罗里达州进行了第四次登陆，并继续向东北加速。随后，伊塔（Eta）于11月13日变成温带气旋，第二天便在美国东部沿海消散。
随着伊塔（Eta）的逼近，洪都拉斯和尼加拉瓜东北部沿海地区发布了和热带风暴监视和警报。超过1万人在波多黎各卡贝萨斯（Puerto Cabezas）和周围村庄的避难所寻求庇护。伊塔吹到了电线和树木，同时摧毁屋顶并在卡波萨斯港造成洪灾。总体而言中美洲至少有200人丧生，其中包括洪都拉斯的74人，危地马拉的53人，墨西哥的27人，巴拿马的19人，尼加拉瓜和哥斯达黎加的两人，萨尔瓦多的一人。系统在加勒比地区开始重新组织后11月5日，在开曼群岛发布了热带风暴预警。在古巴，巴哈马西北部和南佛罗里达的部分地区发行了更多的测查。伊塔（Eta）给开曼群岛和古巴带来了大雨和阵风，为南佛罗里达州和中佛罗里达州的半个南部带来了大面积的洪水。伊塔（Eta）的第二次接近和登陆给佛罗里达州中部西海岸带来了风暴潮和阵风，并为佛罗里达州北部带来了补充降雨。一人死于在佛罗里达州原因是被伊塔的洪水触电致死。风暴中的水分还与北面的冷锋结合，给卡罗来纳州和弗吉尼亚州带来了大雨和山洪，并杀死了在这些州区的五人，在美国，总共有11人死亡，伊塔至少杀死了211人，另有120人失踪，截至2020年12月，据报道，伊塔在所有受灾地区的损失近80亿美元（2020美元）。
为受风暴影响的人们的救济工作广泛而广泛，涉及多个国家。大约有250万人受风暴影响，其中包括洪都拉斯的170万人。全球将派出许多紧急响应单位，以帮助支持受影响的人们。从巴拿马向尼加拉瓜和洪都拉斯提供了约98吨的食物和水。暴风雨过后，无家可归的人被转移到各个庇护所。已向受灾国家提供了价值数百万美元的捐款，以帮助灾后恢复。但是仅两周后，飓风艾奥塔极大地阻碍了救援工作，这进一步加剧了该地区的灾难。

## 氣象歷史
伊塔的起源是從10月22日左右離開非洲西海岸的東風波。系統緩慢西移穿過熱帶大西洋，伴隨著大面積雜亂無章的多雲、陣雨和雷暴。國家颶風中心於10月29日開始監測擾動的潛在發展，因為它穿過小安的列斯群島並進入東加勒比海。10月30日，擾動向西北偏西方向移動，並逐漸組織起来。這使得深對流在10月31日變得更加鞏固。到當天协调世界時時間18:00，系統的深對流已經鞏固，低層環流已經變得足夠明確，該系統的深層對流已經鞏固，低層環流已變得足夠明確，標誌著以[佩德納萊斯省[(多米尼加共和國)|多米尼加共和國，佩德納萊斯省]]以南約105英里（165公里）為中心的熱帶低氣壓19L的形成。低氣壓在11月1日00:00协调世界时增強為熱帶風暴伊塔，成為大西洋颶風季有記錄以來最早的第28場熱帶或亞熱帶風暴，超過了由熱帶風暴澤塔在2005設定的12月30日的舊標記。

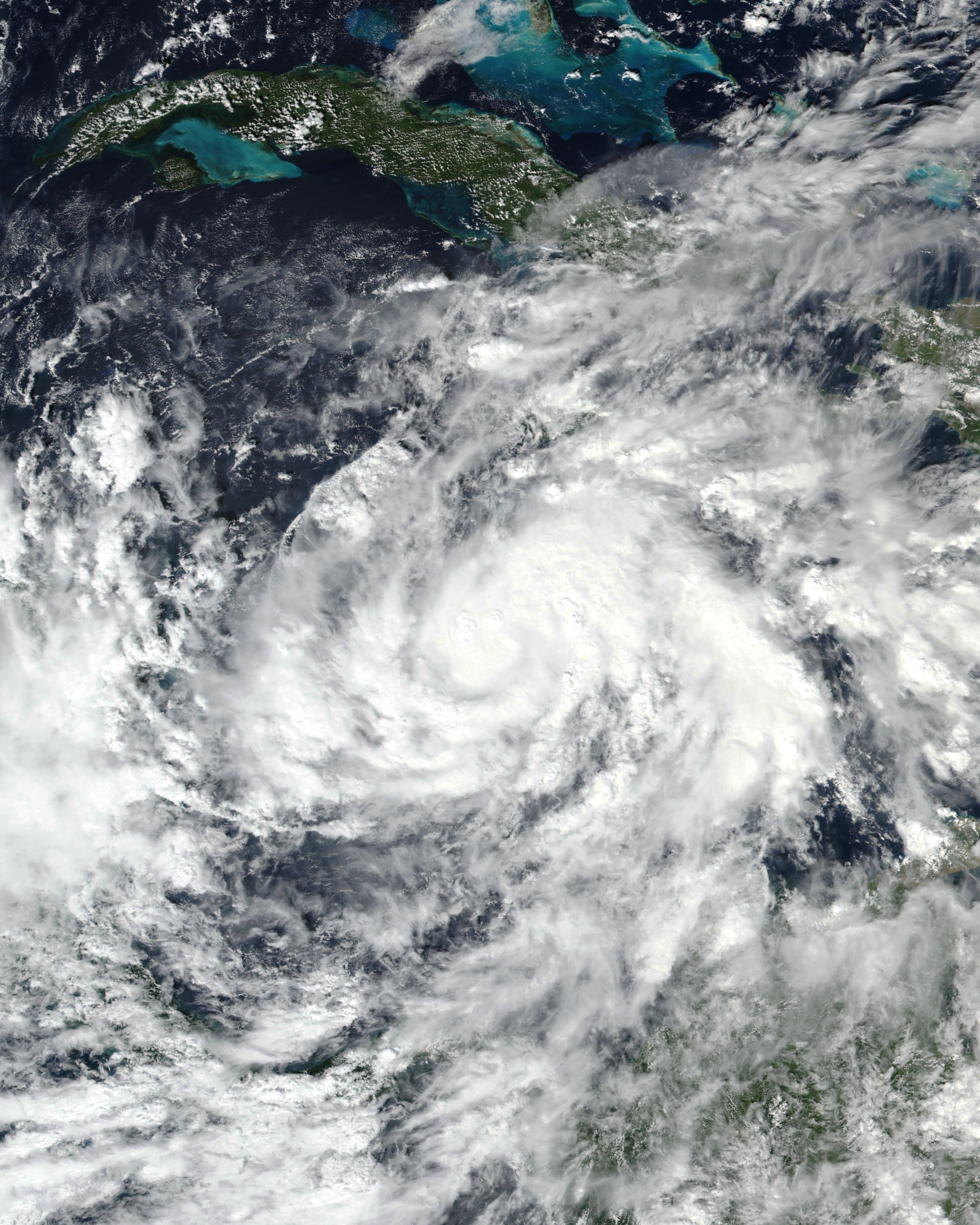
熱帶風暴伊塔在11月尼加拉瓜以東開始快速增強階段

由從亞熱帶大西洋向西南延伸至古巴和巴哈馬的中低層高壓脊向西引導，伊塔在全天緩慢的組織，因為在其低層中心的頂部開始形成中心密集云团区。在低垂直切變和高海面溫度環境的包圍下，伊塔於11月2日開始爆发性增強。 當天06:00协调世界时成為一级颶風，位於大開曼島以南約310英里（500公里）處九小時後，隨著可見衛星圖像中一個小針孔都風眼變得明顯并增強為高端的二级飓風。到當天18:00协调世界时，其持續風速增加到四级飓風強度，在大約12小時內增加了50英里/小時（85公里/小時）。 伊塔的最大持續風速在11月3日协调世界时00:00達到150英里/小時（240公里/小時）的峰值；同時，風暴的中心氣壓為 92 毫巴（27.43英寸汞柱）。伊塔隨後開始減速並轉向西南，以響應墨西哥灣和墨西哥西部上空的中層高壓脊。即便如此，其最大持續風速在协调世界时時間06:00仍保持不變，在此期間，其最低氣壓降至922毫巴(27.23)英寸汞柱），風暴達到其巅峰強度。華盛頓郵報報導稱，幾位氣象學家認為，根據衛星圖像估計伊塔達到了五級颶風的巅峰强度，並且由於一些機械問題而缺乏飛機觀測；但是在他們的季後報告中，国家飓风中心確认伊塔達到了150英里/小時（240公里/小時）的四級颶風。儘管保持在非常有利的環境中，但由於眼牆置换循环，伊塔此後很快開始減弱。11月3日在尼加拉瓜加勒比海岸附近漂流數小時後，颶風於协调世界时時間21:00在尼加拉瓜卡貝薩斯港西南偏南約15英里（25公里）處登陸，最大持續風速為(220 km/h)。據報導，登陸時有26-33英尺（7.9-10.1米）的風暴潮。一旦進入內陸，颶風在尼加拉瓜北部緩慢向西移動時迅速減弱，在登陸三小時後減弱為二級強度，並在11月4日12:00协调世界时减弱为熱帶風暴。十二小時後，即11月5日世界標準時間00:00左右，埃塔減弱為熱帶低氣壓，其中心位於洪都拉斯特古西加爾巴以東約80英里（130公里）處.到协调世界时早上06:00，風暴减弱為殘留低氣壓，但仍保持低層渦度最大值。在操作上，由於地面環流是否消散的不確定性，国家飓风中心繼續發布關於“熱帶低氣壓伊塔”的警告。

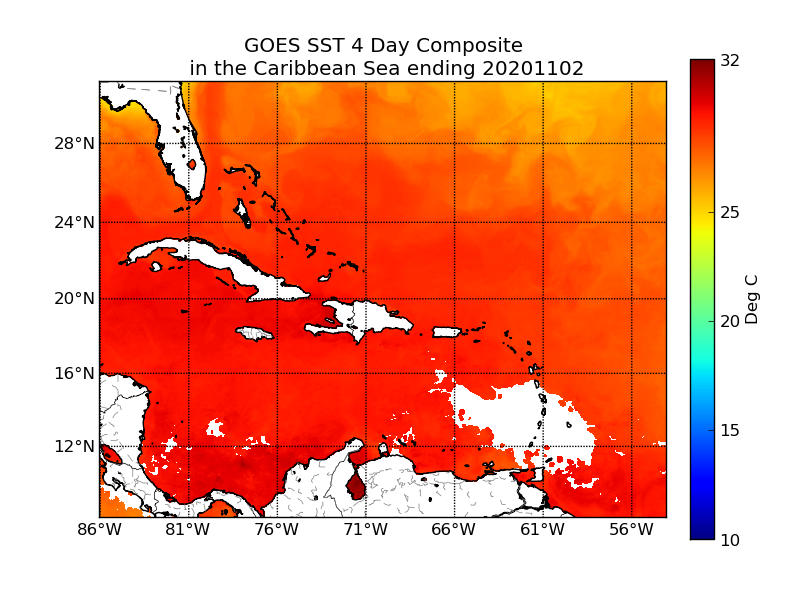
到11月2日，加勒比海30 C的表面溫度使伊塔爆炸性增強。

11月6日世界標準時間00:00左右，伊塔的殘餘部分出現在洪都拉斯灣，然後在6小時後，由於發展中的中上層低壓槽的轉向影響，在伯利茲以東重新生成熱帶低氣壓在墨西哥灣上空。该系統於 11月7日 00:00 协调世界时重新增強為熱帶風暴，並於當天晚些時候加速向東北偏東移動。儘管受到西南垂直風切變和上層乾燥空氣從西面接近內核的影響。風暴在11月世界標準時間00:00達到65英里/小時（100公里/小時）的強度。然後它沿著一個廣泛的深層氣旋環流的外圍逆時針移動。11月8日协调世界时09:00，埃塔穿過古巴南部海岸，位於圣斯皮里图斯市東南偏南約30英里（45公里），風速為65英里/小時（100公里/小時）。六小時後，它從古巴北海岸進入佛羅里達海峽。在那裡，它再次開始重新加強，並短暫地獲得了一個中層的眼狀特征，因為它圍繞著在青年島附近的加勒比海最西北部形成的上層低壓的東北側急劇轉向西北。

風暴繼續沿著這條路線移動，直到11月9日凌晨。 當天早上04:00左右，埃塔在佛羅里達群島的下馬特昆貝礁附近第三次登陸，持續風速接近65英里/小時（100 公里/小時），然後向西移動到墨西哥灣。 然後在橫跨墨西哥灣、佛羅里達州和美國東海岸附近的強大深層脊的影響下轉向西南。從那天早上開始，它在衛星圖像中的整體外觀是支離破碎的，由於乾燥的空氣，內核對流變得淺層和破碎。這導致風暴減弱，其狂風強度風的半徑縮小。11月10日，它在古巴西端以北形成氣旋環，強度幾乎沒有變化。然後它於11月11日向北移動，在世界標準時間12:00左右短暫恢復颶風強度，同時達到第二次的巅峰強度，持續風速為75英里/小時（120公里/小時），氣壓為983毫巴（29.03英寸汞柱）,眼狀特徵迅速消散，六小時後將埃塔減弱為熱帶風暴，當時它的中心位於佛羅里達州，塔彭斯普林斯西南偏南約115英里（180公里）處。然後它轉向東北偏北，並於11月12日协调世界时09:00在佛羅里達州錫達基島附近最終登陸，持續風速為50英里/小時（85公里/小時）。隨著風暴向東北加速，風暴在陸地上進一步退化和減弱，最終在同一天18:00协调世界时在佛羅里達州和喬治亞州邊界附近的大西洋水域上空出現。系統在返回水面後恢復了部分失去的強度，並在開始向溫帶转性時加速向東-東北移動。到11月13日09:0 协调世界时，它位於卡羅萊納州海岸附近，成為溫帶低氣壓。第二天，伊塔被北面的另一個鋒面系統吸收。

## 防災措施
早在11月1日，洪都拉斯和尼加拉瓜政府分別也發布了颶風預警，預警範圍由蓬塔帕圖卡到宏都拉斯-尼加拉瓜邊界的東北海岸和從宏都拉斯-尼加拉瓜邊界到卡貝扎斯港東北海岸 。當日晚上，洪都拉斯-尼加拉瓜邊界向桑迪灣西爾皮發出颶風警告，而蓬塔帕圖卡至洪都拉斯-尼加拉瓜邊界的地區則發布了熱帶風暴警告，而蓬塔卡斯蒂利亞則發出了熱帶風暴預警。

### 中美洲

#### 尼加拉瓜

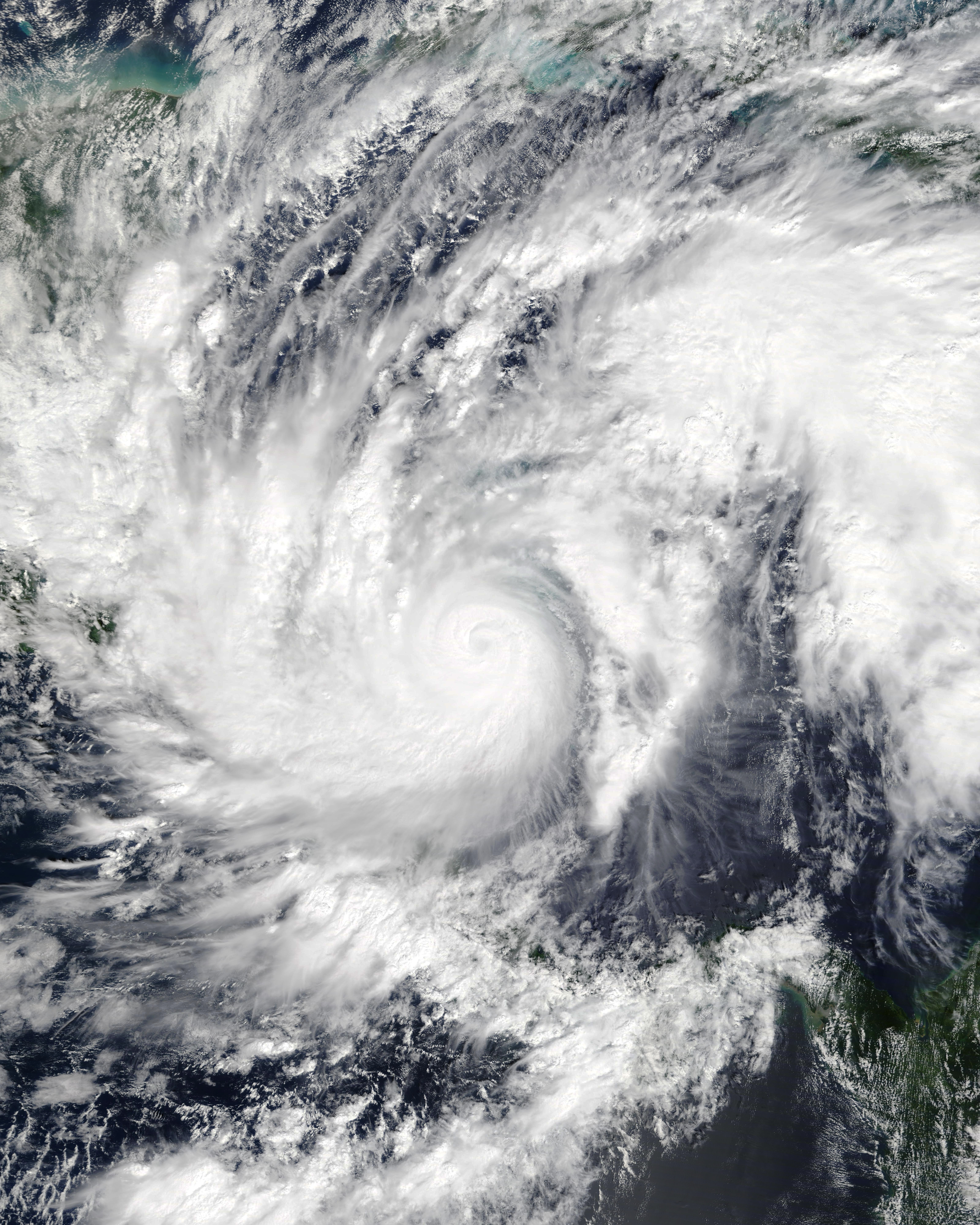
伊塔即將在11月3日登陸尼加拉瓜，其暴風圈覆蓋了中美洲大部分地區。

為了應對近5米風暴潮的威脅，尼加拉瓜總統丹尼爾·奧爾特加於10月31日向希諾特加，新塞哥維亞省和北大西洋自治區發出黃色警報。並於11月2日升級為紅色預警 。建議沿海地區的居民撤離，其中包括88噸食品，睡袋，衛生用品和塑料等物資被運送到卡貝薩斯港。尼加拉瓜海軍幫助近3000個家庭從離岸島嶼撤離至卡貝薩斯港。在伊塔來臨之前，尼加拉瓜軍於卡貝薩斯港侍候，以協助風災的搜救行動。 10,000多人在卡貝薩斯港和周圍村莊的避難所尋求庇護。

#### 宏都拉斯
格拉西亞斯-阿迪奧斯省，科隆省，阿特蘭蒂達省，海灣群島省和奧蘭喬省都發布了紅色警報，聖巴巴拉 (宏都拉斯)，弗朗西斯科-莫拉桑省，科馬亞瓜 ，埃爾帕拉伊索省，奧莫阿和科爾特斯發出黃色警報。而科潘，奧科特佩克，倫皮拉，因蒂布卡，拉巴斯市，山谷省和喬盧特卡則發出綠色警報。洪都拉斯空軍準備了兩架飛機，將4,000磅的食物運送到格拉西亞斯·迪奧斯的拉莫斯基蒂亞。宏都拉斯國家警察的任務是為被滑坡或洪水阻塞的道路的乘客提供協助。伊塔來臨前，聖佩德羅蘇拉的風險管理和國家應急辦公室存儲了2萬多磅的食物。 截至11月10日，颶風伊塔造成宏都拉斯57人死亡和8人失蹤。

#### 薩爾瓦多
薩爾瓦多民防局在全國各地建立1,152個避難所後，並撤離了特科盧卡的居民。港口行政區行政委員考慮關閉薩爾瓦多國際機場。倫帕河執行委員會清理管道，以防止沿河區域洪水氾濫。

#### 哥斯大黎加
哥斯大黎加國家氣象研究所預測，受伊塔的雨帶影響，將出現廣泛大雨。國家緊急委員會建立多個避難所。由於新冠肺炎大流行，該機構計劃建立三種類型的庇護所，分別是感染者，疑似感染者和未感染者。由於土壤較鬆散，預測許多地區都會發生滑坡。

#### 巴拿馬
儘管不在伊塔的暴風圈內，但颶風的外圍雨帶預計會對巴拿馬造成破壞。政府警告船隻，需注意加勒比海域的危險海浪以及高達60 km / h的陣風 。公共工程部建議居民保持警惕，以防可能發生的洪水和滑坡，當局又派出了公路工作人員，以確保高速公路暢通無阻。

#### 伯利茲
由於因大雨造成的洪水為主要威脅，因此，國家應急管理組織敦促盡早居民撤離，並向伯利茲的居民發出洪水預警，為伊塔做準備。

### 加勒比

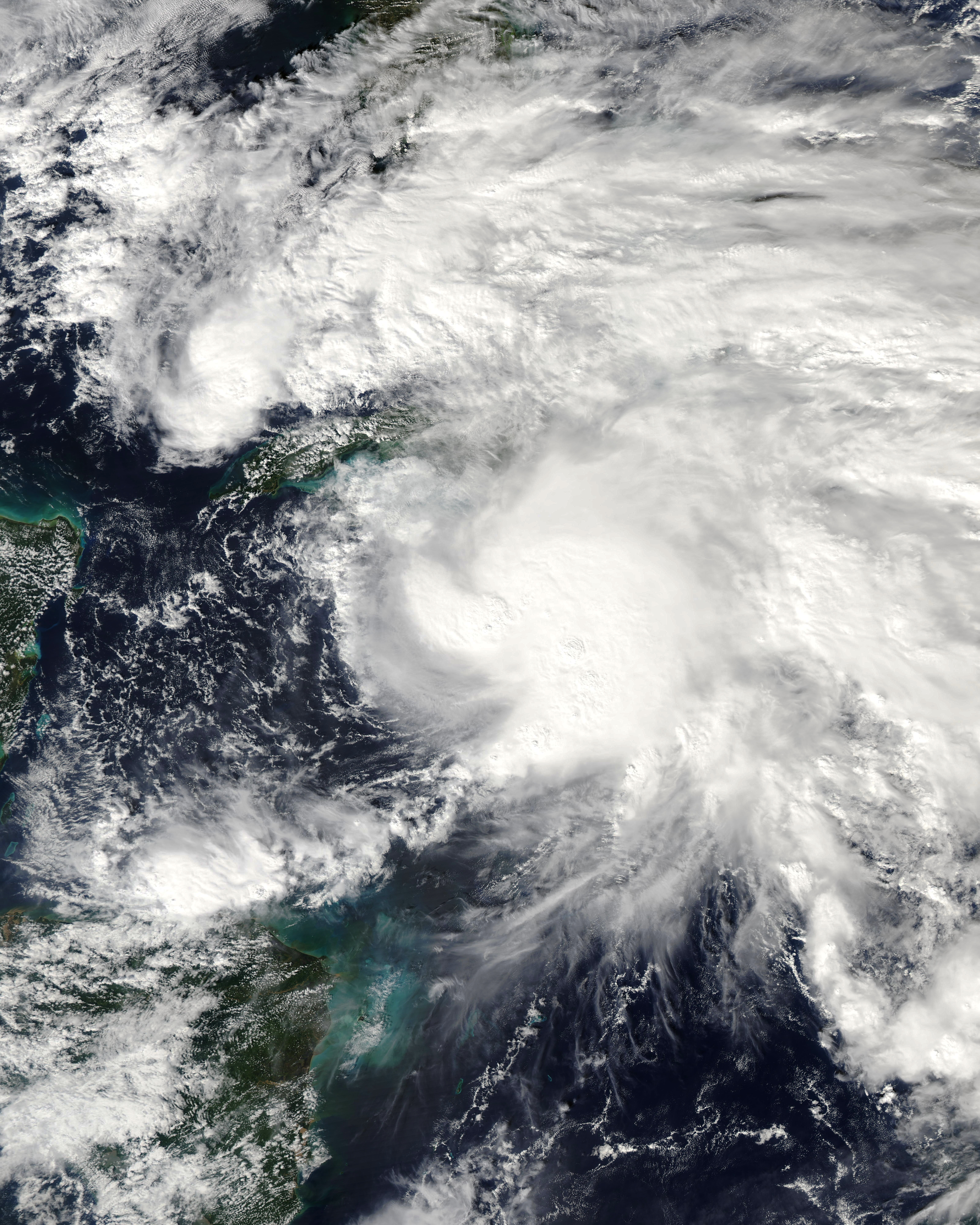
伊塔恢复熱帶風暴狀態不久後於11月逼近開曼群島和古巴

#### 開曼群島
在11月5日，熱帶低氣壓伊塔開始接近開曼群島，氣象局便向大開曼和其他島嶼發出熱帶風暴預警。氣象局預測伊塔登陸前將再次增強為熱帶風暴。由於伊塔威脅，11月6日島上的官立學校需要關閉。第二天，所有島嶼都發出熱帶風暴警告。

#### 古巴
在11月6日，古巴政府向卡馬圭，謝戈德阿維拉，聖斯皮里圖斯市，比亞克拉拉，西恩富戈斯，馬坦薩斯，夏灣拿，比那爾德里奧省和青年島發出熱帶風暴預警。當天晚些時候，在某些省份將其升級為熱帶風暴警告。

### 巴哈馬
11月6日下旬，氣象局向巴哈馬西北部發出熱帶風暴預警 。第二天，升級為熱帶風暴警告。

### 美國

#### 佛羅里達洲
11月6日，氣象局向佛羅里達礁島群和佛羅里達半島海岸的部分地區發出熱帶風暴預警。第二天，警報升為熱帶風暴警告。11月7日，佛羅里達州大部分地區同時發出颶風預警和警告，熱帶風暴警告和預警的覆蓋範圍向北延伸。門羅和邁阿密-戴德郡在內的多個縣宣布進入緊急狀態後，佛羅里達州礁島群的移動房屋和其他容易倒塌的建築物的居民被告知要撤離。後來，佛羅里達礁島群發出颶風警告。到11月9日，佛羅里達礁島群的所有警告被取消，但隨著第二天伊塔改變方向，該州的西邊發布颶風警告。

## 影響

### 南美洲

#### 哥倫比亞
颶風經過了聖安德烈斯島，聖安德列斯-普羅維登西亞和聖卡塔利娜群島省，伊塔仍為該島帶來相當大的破壞。 75公里/小時（47英里/小時）的風速吹倒樹木並破壞房屋，伊塔也在該島引發嚴重洪災。整個群島的損失達到了30億哥倫比亞里拉。[75]在整個群島上，兩人受傷，141個家庭受到影響。共有6所房屋被摧毀，另有64所房屋和24家企業遭受了破壞。

### 危地馬拉
此次颶風伊塔伤亡數字之大头均在危地馬拉，該國至少150人死亡或失蹤，其中大部分来源于一场诱发的滑坡泥石流灾害。

## 除名
由于洪都拉斯、尼加拉瓜和危地马拉受到了严重的破坏和生命损失，伊塔(Eta)于2021年3月17日在RAIV飓风委员会第42届和第43届联合会议上被除名，并且永远不会再次用于大西洋飓风。WMO还在会议上宣布，如果常规命名列表用完，希腊字母将停止使用，取而代之的是一个由21个名字组成的辅助列表。

## 強度爭議
在11月6日華盛頓郵報的報導指出，週一晚上7點，美國國家颶風中心在11月2號把颶風升級成4級颶風後，風暴還一直增強。在11月3日凌晨2時半，也就是颶風伊塔快達到巔峰之時，颶風以德沃夏克分析法換算出來的T指數達到8.0，和同年的颱風天鵝旗鼓相當，在凌晨3時更加一度超出圖表，是颱風海燕之後首例，可是在當時，颶風獵人觀察機卻出現故障，而另外的空軍飛機，洛克希德C-130大力神，也出現了問題。最後拖延到3號早上9時才成功飛進颶風，但是颶風在當時已經減弱。